# Riou Viou
Der Riou Viou ist ein Fluss in Frankreich, der im Département Aveyron in der Region Okzitanien verläuft. Er entspringt unter dem Namen Ruisseau des Vayssas beim Weiler La Capelle del Vern im Gemeindegebiet von Escandolières, entwässert generell in nordwestlicher Richtung und mündet nach rund 25 Kilometern im Gemeindegebiet von Viviez als linker Nebenfluss in den Riou Mort.

## Orte am Fluss
(Reihenfolge in Fließrichtung)
- La Capelle del Vern, Gemeinde Escandolières
- Auzits
- Viviez